# De eindafrekening 1987
De eindafrekening 1987 is de lijst van nummers die het tijdens het jaar 1987 het best hebben gedaan in de Afrekening, de wekelijkse lijst van Studio Brussel.
| Nummer | Artiest                        | Titel                                      |
| ------ | ------------------------------ | ------------------------------------------ |
| 1      | XTC                            | Dear God                                   |
| 2      | Won Ton Ton                    | I Lie and I Cheat                          |
| 3      | Prince                         | U Got The Look                             |
| 4      | U2                             | With Or Without You                        |
| 5      | The Smiths                     | Girlfriend in a coma                       |
| 6      | Elisa Waut                     | Lots of People                             |
| 7      | The Sisters of Mercy           | This Corrosion                             |
| 8      | Prince                         | Sign O The Times                           |
| 9      | The Cure                       | Why Can't I Be You                         |
| 10     | Suzanne Vega                   | Luka                                       |
| 11     | Whitney Houston                | I Wanna Dance With Somebody                |
| 12     | Jan Hammer                     | Crockett's Theme                           |
| 13     | Paul Simon                     | The Boy in the Bubble                      |
| 14     |                                |                                            |
| 15     | Madonna                        | La Isla Bonita                             |
| 16     | Peter Gabriel                  | Big Time                                   |
| 17     | Madonna                        | Who's That Girl                            |
| 18     | Beastie Boys                   | Fight For Your Right To Party              |
| 19     | Prince                         | If I Was Your Girlfriend                   |
| 20     | The Smiths                     | Shoplifters of the World Unite             |
| 21     | U2                             | I Still Haven't Found What I'm Looking For |
| 22     | Level 42                       | Running in the Family                      |
| 23     | The Triffids                   | Bury Me Deep in Love                       |
| 24     | Elisa Waut                     | 4 Times More                               |
| 25     | George Harrison                | Got My Mind Set on You                     |
| 26     | Los Lobos                      | La Bamba                                   |
| 27     | Erasure                        | Sometimes                                  |
| 28     | The Smiths                     | Stop Me If You've Heard This One Before    |
| 29     | Elisa Waut                     | Don't Be Mad, Get Even                     |
| 30     | Aretha Franklin George Michael | I Knew You Were Waiting For Me             |

1985 · 1986 · 1987 · 1988 · 1989 · 1990 · 1991 · 1992 · 1993 · 1994 · 1995 · 1996 · 1997 · 1998 · 1999 · 2000 · 2001 · 2002 · 2003 · 2004 · 2005 · 2006 · 2007 · 2008 · 2009 · 2010 · 2011 · 2012 · 2013 · 2014